# Glycera amboinensis
Glycera amboinensis är en ringmaskart som beskrevs av McIntosh 1885. Glycera amboinensis ingår i släktet Glycera och familjen Glyceridae. Inga underarter finns listade i Catalogue of Life.